# Чунчхон
Чунчхон (кор. 중천, 中川,  Jungcheon, Chungch'ŏn; 224–270) — корейський ван, дванадцятий правитель держави Когурьо періоду Трьох держав.

## Біографія
Був сином і спадкоємцем Тончхона. Зайняв трон після смерті батька 248 року.
Того ж року проти нового вана змовились його молодші брати, за що їх було страчено. Пізніше Чунчхон одружився з панною Єон. Але 251 року він познайомився з довговолосою красунею, панною Ґванною. Дві дружини правителя довго сперечались одна з одною за приязність Чунчхона, та зрештою Ґванну втопили в Жовтому морі. Син Ґванни ніколи не претендував на право спадкувати престол, а 255 року спадкоємцем було проголошено сина панни Єон, Сочхона.
259 року до меж Когурьо вторглись війська Вей. Чунчхон відрядив 5 000 вершників та здобув перемогу над китайським військом.
270 ван помер у 46-річному віці. Престол після смерті батька зайняв Сочхон.